# 이디스 톨킨
이디스 메리 톨킨(Edith Mary Tolkien, 혼전 이름: 이디스 브랫, 1889년 1월 21일 ~ 1971년 11월 29일)은 영국의 작가인 J. R. R. 톨킨의 아내로, 그녀는 톨킨이 가운데땅의 가상 등장인물인 루시엔과 아르웬을 떠올리는 데에 큰 역할을 하였다.